# Vláda Jaroslava Krejčího
Vláda Jaroslava Krejčího existovala od 19. ledna 1942 do 19. ledna 1945. Jednalo se o třetí protektorátní vládu.

## Složení vlády
| Portfej                                | Ministr            | Strana | Strana | Nástup do úřadu | Odchod z úřadu |
| -------------------------------------- | ------------------ | ------ | ------ | --------------- | -------------- |
| Předseda vlády a ministr spravedlnosti | Jaroslav Krejčí    |        | NS     | 19. ledna 1942  | 19. ledna 1945 |
| Ministr vnitra                         | Richard Bienert    |        | NS     | 19. ledna 1942  | 19. ledna 1945 |
| Ministr financí                        | Josef Kalfus       |        | NS     | 19. ledna 1942  | 19. ledna 1945 |
| Ministr hospodářství a práce           | Walter Bertsch     |        | NSDAP  | 19. ledna 1942  | 19. ledna 1945 |
| Ministr školství a národní osvěty      | Emanuel Moravec    |        | NS     | 19. ledna 1942  | 19. ledna 1945 |
| Ministr zemědělství a lesnictví        | Adolf Hrubý        |        | NS     | 19. ledna 1942  | 19. ledna 1945 |
| Ministr dopravy a techniky             | Jindřich Kamenický |        | NS     | 19. ledna 1942  | 19. ledna 1945 |